# Croton sphaerogynus
Croton sphaerogynus är en törelväxtart som beskrevs av Henri Ernest Baillon. Croton sphaerogynus ingår i släktet Croton och familjen törelväxter. Inga underarter finns listade i Catalogue of Life.